# Diplazium australe
Diplazium australe är en majbräkenväxtart som först beskrevs av Robert Brown och som fick sitt nu gällande namn av Elsie Maud Wakefield.
Diplazium australe ingår i släktet Diplazium och familjen Athyriaceae. Inga underarter finns listade i Catalogue of Life.

## Bildgalleri

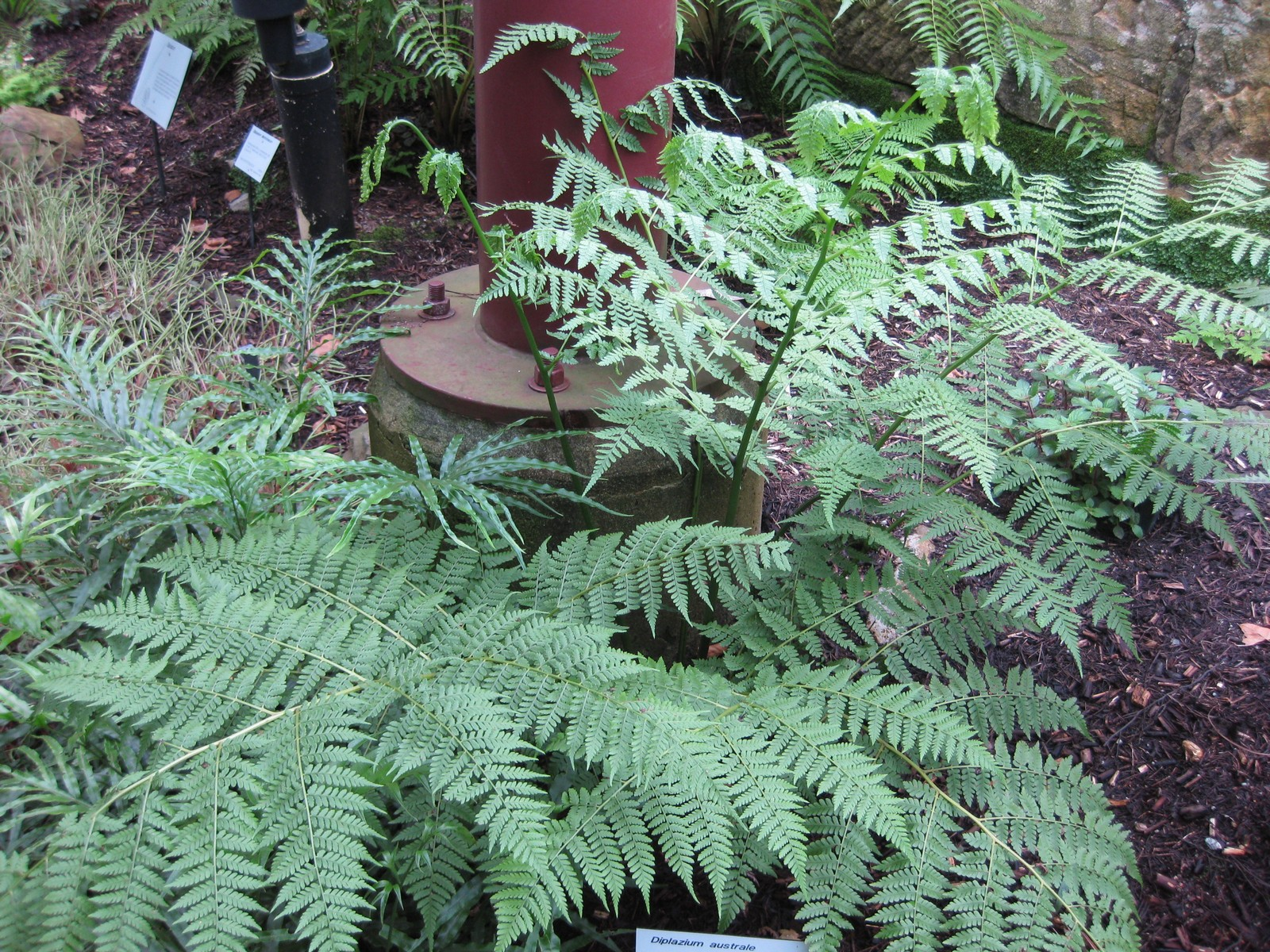
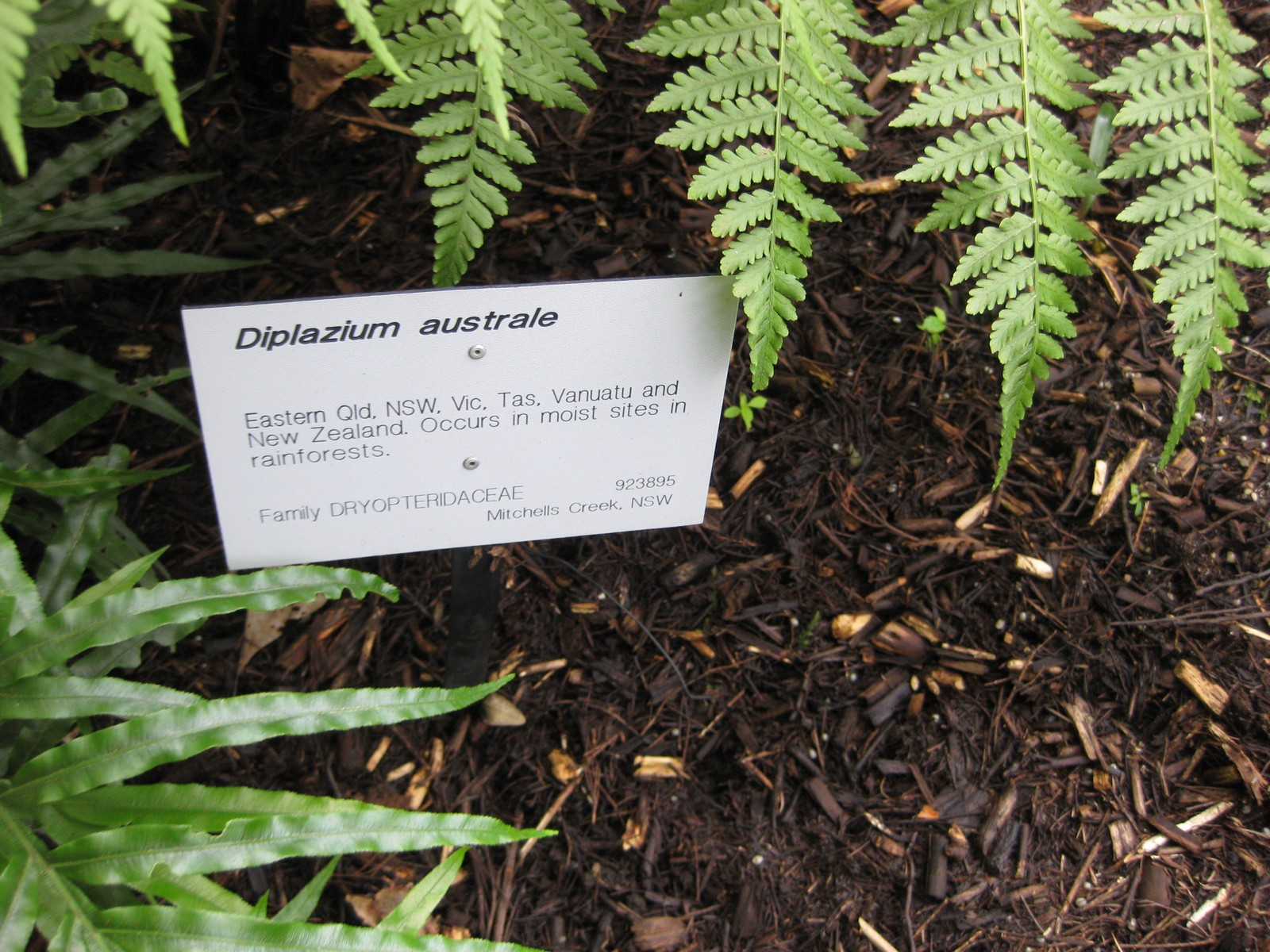